# بونی دنیسون
بونی دنیسون (انگلیسی: Bonnie Dennison؛ زادهٔ ۱۵ فوریهٔ ۱۹۸۹) یک هنرپیشه اهل ایالات متحده آمریکا است. وی از سال ۲۰۰۱ میلادی تاکنون مشغول فعالیت بوده‌است.
از فیلم‌های معروف او می‌توان به بازی در مجموعه دیدبان سوم اشاره کرد.